# Christoph Strässer

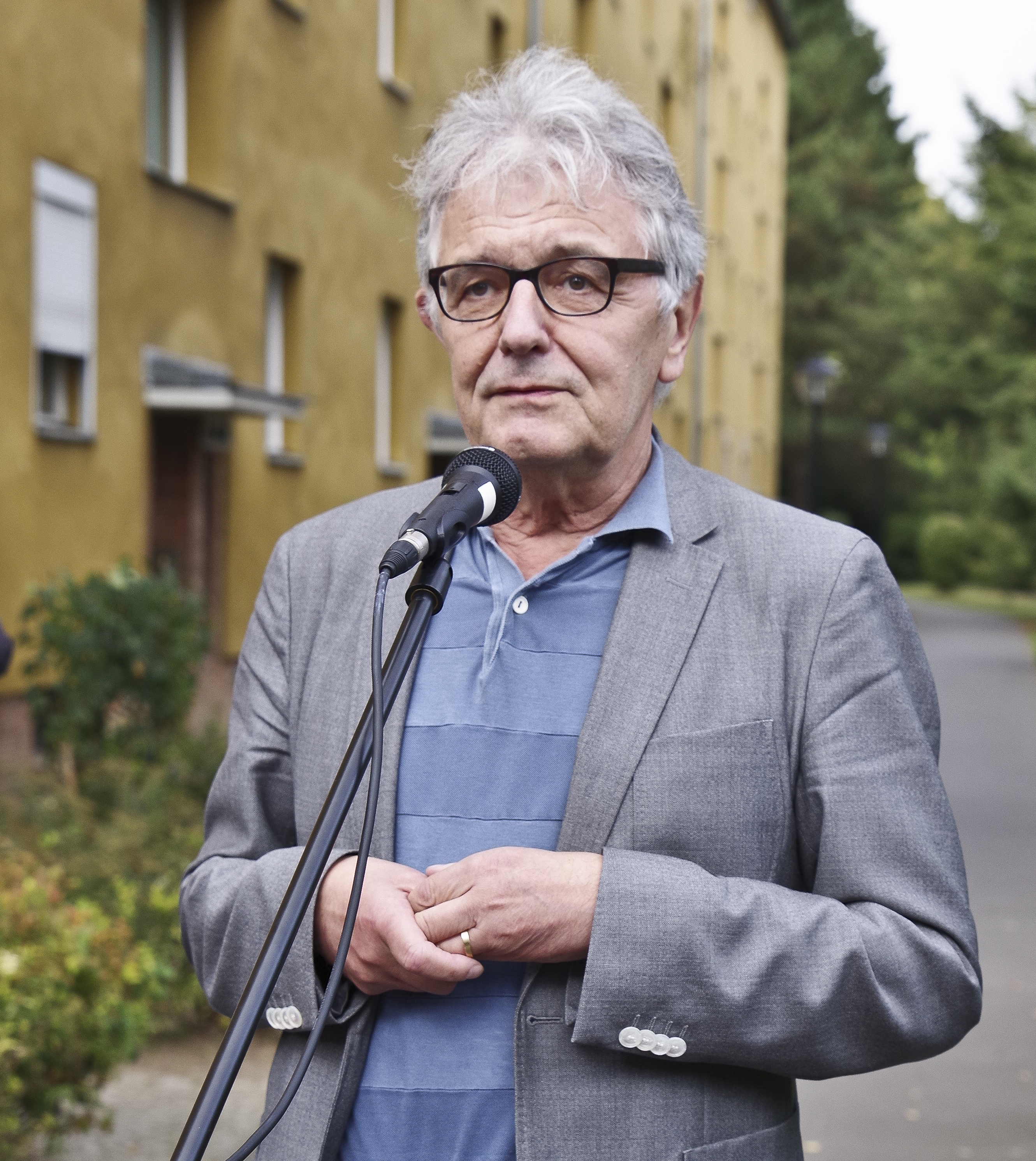
Christoph Strässer, 2016

Christoph Strässer (* 12. Juni 1949 in Velbert) ist ein ehemaliger deutscher Politiker (FDP, SPD). Er war von 2002 bis 2017 Mitglied des Deutschen Bundestages. Von 2005 bis 2014 war Strässer Sprecher der Arbeitsgruppe Menschenrechte und humanitäre Hilfe der SPD-Bundestagsfraktion, von Januar 2014 bis Februar 2016 Beauftragter der Bundesregierung für Menschenrechtspolitik und Humanitäre Hilfe.

## Leben

### Beruf
Strässer wurde im Jahr 1954 an der katholischen Volksschule Südstraße Velbert eingeschult. Nach dem Abitur im Jahr 1967 leistete Strässer zunächst den Wehrdienst ab und absolvierte anschließend ab 1969 ein Studium der Rechtswissenschaft an der Ruhr-Universität Bochum und der Universität Münster, welches er 1974 mit dem ersten juristischen Staatsexamen beendete. Nach der Ableistung des Referendariats bestand Strässer auch das zweite Staatsexamen. Seit 1980 ist er als Rechtsanwalt in Münster und seit 1993 auch mit einer zweiten Kanzlei in Wittenberg tätig. Strässer ist Fachanwalt für Steuerrecht und Fachanwalt für Verwaltungsrecht.
Christoph Strässer ist verheiratet.

### Partei
Strässer trat 1969 den Jungdemokraten, der damaligen Jugendorganisation der FDP, bei. Er gehörte ab Mai 1972 dem ersten Bundesvorstand des neu gegründeten Liberalen Hochschulverbandes (LHV) an. Von 1977 bis 1981 war er Bundesvorsitzender der Jungdemokraten und daneben Mitglied im Bundesvorstand der FDP. 1980 war Strässer einer der Erstunterzeichner des Krefelder Appells der Friedensbewegung.
Unter seinem Vorsitz entfremdeten sich die Jungdemokraten und die FDP zusehends: Während die Jungdemokraten radikaldemokratische und Kapitalismus-kritische Positionen vertraten, nahm die FDP eine Neuorientierung vom Sozialliberalismus hin zu einem eher marktorientierten Ordoliberalismus vor. Junge Mitglieder der FDP, die mit dem Kurs Stässers und der Jungdemokraten nicht einverstanden waren, gründeten 1980 die Jungen Liberalen, die dann nach der Bonner Wende 1982 die Jugendorganisation der FDP wurden.
Als Vorsitzender der Jungdemokraten trug Strässer 1980 einen Beschluss mit, nach dem „freiwillige und einvernehmliche Sexualität“ zwischen Kindern und Erwachsenen straffrei sein solle. Diese Formulierung wurde Strässer zufolge zwei Jahre später wieder aus dem Programm genommen. Im Oktober 2013 bezeichnete Strässer den Beschluss rückblickend als „groben Unfug“ und gab an, diesen nicht selbst vorangetrieben zu haben.
Nach dem Bruch der Sozialliberalen Koalition im Herbst 1982 trat Strässer im Jahr 1982 aus der FDP aus; 1984 trat er der SPD bei. Von 1993 bis 2007 war er Vorsitzender des SPD-Unterbezirks Münster. Bei der Kommunalwahl 2004 war Strässer der SPD-Kandidat für das Amt des Oberbürgermeisters von Münster, konnte sich aber in der Stichwahl mit 46,2 % der Stimmen nicht gegen Berthold Tillmann (CDU) durchsetzen.

### Abgeordneter
In den Jahren 1999 bis 2002 gehörte Strässer dem Rat der Stadt Münster an.
Seit der Bundestagswahl 2002 war er Mitglied des Deutschen Bundestages. Von 2002 bis 2005 war er stellvertretender Sprecher, von 2005 bis 2014 Sprecher der Arbeitsgruppe Menschenrechte und humanitäre Hilfe der SPD-Bundestagsfraktion. Strässer war von 2002 bis 2014 Mitglied des Ausschusses für Menschenrechte und humanitäre Hilfe und des Rechtsausschusses. Von Dezember 2002 bis Februar 2009 war er außerdem Beauftragter der SPD-Fraktion für Freie Berufe.
Strässer war bis 2014 Mitglied der Parlamentarischen Versammlung des Europarates und der Westeuropäischen Union (WEU). Er war Beauftragter des Europarates für die Lage der politischen Gefangenen in Aserbaidschan.
Strässer zog 2002 und 2005 als direkt gewählter Abgeordneter des Wahlkreises Münster in den Bundestag ein. Er ist der erste Sozialdemokrat, der bei einer Bundestagswahl diesen Wahlkreis gewinnen konnte. Dabei setzte er sich jeweils knapp gegen den CDU-Kandidaten Ruprecht Polenz durch.
Zur Bundestagswahl 2009 trat Strässer erneut als Direktkandidat für den Wahlkreis Münster an; Polenz erhielt mehr Stimmen. Strässer zog über die Landesliste der SPD NRW in den Bundestag ein.
Strässer kandidierte bei der Bundestagswahl 2017 nicht erneut.

### Menschenrechtsarbeit im Europarat, gestoppt durch Kaviar-Diplomatie
Seit 2009 hatte Christoph Strässer den Auftrag der Parlamentarischen Versammlung des Europarats, über die Situation der politischen Gefangenen in Aserbaidschan einen Bericht zu erstellen. Bei seiner Arbeit wurde er im Europarat jedoch gezielt behindert, was sich schließlich als Ergebnis der erfolgreichen „Kaviar-Diplomatie“ Aserbaidschans herausstellte, in deren Rahmen ein Netzwerk unter Führung des aus Baku finanzierten italienischen Abgeordneten Luca Volontè Strässers Arbeit stoppen konnte. Mehrere Jahre lang erhielt er vom Regime in Baku kein Einreisevisum für Aserbaidschan. 2013 war Strässers Bericht fertig und wurde der Parlamentarischen Versammlung in Straßburg zur Abstimmung über eine Resolution vorgelegt, welche die Menschenrechtssituation in Aserbaidschan verurteilen sollte. Baku bezeichnete das Dokument als wertlos, da Strässer nicht in Aserbaidschan gewesen sei, und dieser Vorwurf wurde von Abgeordneten in der Parlamentarischen Versammlung übernommen. Der damalige Linken-Abgeordnete Hakkı Keskin beschwerte sich schriftlich bei ihm über seine regimekritische Arbeit. Die vorbereitete Resolution wurde am 23. Januar 2013 zwar von 79 Abgeordneten befürwortet, doch von einer deutlichen Mehrheit von 125 Abgeordneten abgelehnt. Von den deutschen Abgeordneten stimmte als einzige Karin Strenz (CDU) gegen die Resolution. Nach der Abstimmung brach unter den aserbaidschanischen Vertretern Jubel aus, und ihr Vorsitzender erklärte voller Freude: „Strässer muss akzeptieren, dass der Europarat Aserbaidschan gehört und nicht ihm.“ Christoph Strässer sagte gegenüber der Süddeutschen Zeitung: „Gegen meinen kritischen Bericht ist massiv geschossen worden“. Aus an die Öffentlichkeit gelangter E-Mail-Korrespondenz zwischen Luca Volontè und zwei Abgeordneten aus Aserbaidschan konnte geschlossen werden, dass Volontè mit seinen Geldern aus Aserbaidschan die Verhinderung der Resolution organisiert hatte. Sein Geld kam von Konten britischer Firmen bei der Danske Bank in Estland, über die auch Eduard Lintner Zahlungen bezogen hatte. Christoph Strässer sprach von „schwarzen Tag für den Europarat“ und erklärte in Straßburg noch am selben Tag: „Es stellt sich die Frage, welche Zukunft diese Organisation noch hat.“ Seine dortige Pressekonferenz fand jedoch kaum Widerhall. Die Frankfurter Allgemeine Zeitung bezeichnete später diese Abstimmung gegen die von Strässer vorbereitete Resolution als „das Meisterstück, für das Volontè später belohnt wurde“. Im Jahr 2021 wurden weitere Fälle bekannt, in denen deutsche Politiker im Sinne Aserbaidschans lobbyierten (siehe Aserbaidschan-Affäre).

### Menschenrechtsbeauftragter der Bundesregierung
Im Januar 2014 wurde Strässer zum Beauftragten der Bundesregierung für Menschenrechtspolitik und Humanitäre Hilfe ernannt. Am 22. Februar 2016 erklärte er aufgrund persönlicher Überlastung sowie der Unvereinbarkeit seiner Positionen mit den „geplanten Verschärfungen der Asylgesetze“ seinen Rücktritt zum Ende des Monats. In seinem Rücktrittsschreiben erklärte er: „Gleichzeitig will ich nicht verhehlen, dass sich auch in meinem Arbeitsfeld, insbesondere im Bereich der Flüchtlingspolitik (Asylpaket II), politische Entscheidungen abzeichnen, die für mich nur schwer vereinbar sind mit meinen eigenen Positionen und meiner eigenen Glaubwürdigkeit“.

### Ehrenämter
Strässer ist unter anderem Mitglied des Kuratoriums von Aktion Deutschland Hilft, des Bündnisses der Hilfsorganisationen, und des Deutschen Instituts für Menschenrechte. Er unterstützt die Ausstellung „ich krieg dich – children affected by war“ von World Vision, das diesem Bündnis angehört.
Strässer war in den Jahren 2016 bis 2023 Vereinspräsident des SC Preußen 06 e. V. Münster und trug in dieser Funktion insbesondere zum Umbau des Stadions an der Hammer Straße bei.
Zudem bekleidet er das Amt des Kreisvorsitzenden des Sozialverbandes VdK Kreisverband Münster.

## Auszeichnungen
- 2016: Bundesverdienstkreuz am Bande[17]